# Nati nel 1334
| Questa pagina contiene informazioni ricavate automaticamente dalle voci biografiche con l'ausilio del template Bio e di un bot. L'aggiornamento è periodico e automatico e ricostruisce completamente la pagina. Se manca una persona in questa lista, sei pregato di non aggiungerla, ma accertati piuttosto che la sua voce biografica contenga il template Bio e che i dati anagrafici siano correttamente compilati. Se il template Bio manca, inseriscilo tu stesso o, in alternativa, metti l'avviso {{tmp\|Bio}} che ne segnala la mancanza. Se i dati riportati sono sbagliati, correggi direttamente la voce biografica; le modifiche saranno visibili in questa lista entro pochi giorni. Per chiarimenti vedi il progetto biografie. La lista contiene solo le 13 persone che sono citate nell'enciclopedia e per le quali è stato implementato correttamente il template Bio. Pagina aggiornata al 13 gen 2025. |

- 4 gennaio - Amedeo VI di Savoia, nobile († 1383)
- 13 gennaio - Fadrique Alfonso de Castilla, nobile spagnolo († 1358)
- 25 maggio - Sukō, imperatore giapponese († 1398)
- 30 agosto - Pietro I di Castiglia, re spagnolo († 1369)
- Agnese di Navarra, principessa († 1396)
- Guglielmo Bevilacqua, condottiero italiano († 1397)
- Caterina di Henneberg, contessa († 1397)
- Engelberto III de la Marca, conte († 1391)
- Ludovico I Gonzaga († 1382)
- Hayam Wuruk, sovrano indonesiano († 1389)
- Taceddin Ahmedi, poeta ottomano († 1413)
- Carlo Zen, ammiraglio italiano († 1418)
- Giacomo I di Cipro, nobile cipriota († 1398)